# Третьяков, Александр Владимирович (борец)
Александр Владимирович Третьяков (р. 1 октября 1972, Пермь) — российский борец греко-римского стиля, бронзовый призёр олимпийских игр, чемпион мира и неоднократный призёр чемпионатов мира, двукратный чемпион Европы и призёр чемпионата Европы, чемпион мира среди военнослужащих, двукратный чемпион России и неоднократный призёр чемпионатов России. Заслуженный мастер спорта России.

## Биография
Родился в Перми.

### Спортивная карьера
Начал заниматься борьбой в 1982 году.
В 1990 году стал победителем первенства России среди юношей, получив звание мастера спорта. В том же году был призван в армию, служил в свердловском спортивном клубе армии. Окончил службу в 1992 году, с 1993 по 2004 год находился на сверхсрочной службе.
В 1992 году стал серебряным призёром первенства СНГ среди молодёжи и чемпионом Европы среди молодёжи под руководством тренера Кичанова Владимира Евгеньевича. В 1993 году вошёл в состав сборной России. В 1995 году выиграл чемпионат мира среди военнослужащих, остался третьим на чемпионате России и вторым на Кубке мира. В 1995 победитель IV международного турнира по греко-римской борьбе на призы Александра Карелина; В 1996 году стал чемпионом России в командном первенстве, стал вторым на чемпионате Европы и третьим на Кубке мира.
На Олимпийских играх 1996 года в Атланте боролся в весовой категории до 68 килограммов. В его категории боролись 22 спортсмена. В схватках:
- в первом круге проиграл со счётом 8-0 у Гани Йолуза (Франция), не получив технических баллов;
- во втором круге выиграл со счётом 9-2 у Андерса Магнуссона (Швеция), получив 9 технических балла;
- в третьем круге выиграл со счётом 3-1 у Рустама Аджи (Украина), получив 3 технических балла;
- в четвёртом круге выиграл со счётом 5-0 у Самвела Манукяна (Армения), получив 5 технических баллов;
- в пятом круге выиграл со счётом 4-0 у Валерия Никитина (Эстония), получив 4 технических балла;
- в утешительном полуфинале выиграл со счётом 6-0 у Григория Пуляева (Узбекистан), получив 6 технических баллов;
- в схватке за третье место встречался с Камандаром Маджидовым (Беларусь) и, победив со счётом 4-0, стал бронзовым призёром олимпиады.[2]

После Игр продолжал выступления. Удачным для борца стал 1997 год, когда А. Третьяков стал впервые чемпионом Европы, и 1998 год, когда А. Третьяков стал чемпионом России, чемпионом Европы и мира.
Кроме указанного, А. Третьяков является чемпионом России среди студентов (2001), победителем и призёром различных международных турниром, в том числе турнира имени Поддубного (победитель в 1995, 1996, 1997, 1999 годах, серебряный призёр в 1992, 1994, 2000 годах).
В 2001 году завершил спортивную карьеру.

### После ухода из большого спорта
В 1996 году окончил Чайковский государственный институт физической культуры, в 2003 году — Санкт-Петербургский государственный университет экономики и финансов.
С 2000 года по 2005 год — председатель Координационного Совета Регионального отделения Общероссийской Общественной Организации «Молодёжное Единство» Пермской области. С 2002 по 2005 год — член политического совета Пермского Регионального отделения Всероссийской политической партии «Единая Россия». С 2003 по 2005 года — член областной избирательной комиссии, с правом решающего голоса. В 2005 году — член президиума политического совета Пермского Регионального отделения Всероссийской политической партии «Единая Россия», член комиссии по работе с молодёжью. С 3 февраля 2006 года — начальник Регионального штаба ВОО «Молодая Гвардия Единой России» Пермского края. Вице-президент Федерации греко-римской борьбы Пермского края и клуба спортивных единоборств «Пермские медведи». Депутат Законодательного собрания Пермского края по Суксунскому одномандатному избирательному округу № 19, первый заместитель председателя комитета по социальной политике.
Женат, двое детей.